# 4627 Pinomogavero
4627 Pinomogavero è un asteroide della fascia principale. Scoperto nel 1985, presenta un'orbita caratterizzata da un semiasse maggiore pari a 2,9180935 UA e da un'eccentricità di 0,0627045, inclinata di 3,33382° rispetto all'eclittica.